# Flux (band)
Flux is een Nederlandse indiepopband en alter ego van Irene Wiersma uit Groningen. De band debuteerde op het Nederlandse podium op Eurosonic 2007, waarna ze een jaar later in de multimediale locatievoorstelling Rauw in de Medische Opslag UMCG speelden. In augustus 2010 kwam Flux met hun debuut-ep Held op sokken, met daarop akoestische uitvoeringen van nummers uit het repertoire van de band. Op 10 oktober 2010 (10-10-'10) komt Flux' eerste album Pluimgewichten uit, onder het platenlabel De Coöperatie; een samenwerkingsverband tussen artiesten, Ferry Roseboom van Excelsior Recordings en New Music Labs.

In 2011 doet Flux mee aan de tweede editie van DeSpeech, een initiatief van de band LPG, en zijn ze geselecteerd voor de Popronde.

## Samenstelling
Flux treedt op in de volgende samenstelling:
- Irene Wiersma - zang, toetsen
- Corneel Canters - drums
- Ronald Kamphuis - gitaar
- Percy Hoff - bas